# Kanton Annonay-Sud
Kanton Annonay-Sud (fr. Canton d'Annonay-Sud) je francouzský kanton v departementu Ardèche v regionu Rhône-Alpes. Skládá se z devíti obcí.

## Obce kantonu
- Annonay (jižní část)
- Monestier
- Roiffieux
- Saint-Julien-Vocance
- Talencieux
- Vanosc
- Vernosc-lès-Annonay
- Villevocance
- Vocance